# Pseudomaevia insulana
Pseudomaevia insulana là một loài nhện trong họ Salticidae.
Loài này thuộc chi Pseudomaevia. Pseudomaevia insulana được Lucien Berland miêu tả năm 1942.